# Гирин, Михаил Никитович
Михаил Никитович Гирин (1923—1988) — участник Великой Отечественной войны, командир сапёрного отделения 168-го отдельного сапёрного батальона 121-й стрелковой дивизии 60-й армии Центрального фронта, старшина. Герой Советского Союза.

## Биография
Родился 15 мая 1923 года в селе Новоуспеновка (ныне — Акбулакский район Оренбургской области) в семье крестьянина. Русский.
В 1930 году вместе с родителями переехал в село Ташла Троицкого (ныне Тюльганского) района Оренбургской области. Окончил 6 классов. Работал в селе сапожником в промартели «3-я Пятилетка».
В Красную Армию был призван в июне 1942 года и сразу направлен в действующую армию. Член ВЛКСМ с 1942 года. Член ВКП(б)/КПСС с 1943 года. Воевал на Воронежском, Центральном, 1-м Украинском фронтах, участвовал в обороне Воронежа, Курской битве, освобождении Украины. Был ранен.
Командир сапёрного отделения 168-го отдельного сапёрного батальона старшина Михаил Гирин отличился 27 сентября 1943 года при форсировании Днепра в районе с. Глебовка (Вышгородский район Киевской области). При переправе на пароме оборвался трос, возникла опасность захвата его противником. Гирин бросился в воду и связал концы троса.
После войны продолжал службу в армии. В 1945 году окончил Ленинградское военно-инженерное училище им. А. А. Жданова. С 1966 года подполковник Гирин — в запасе.
Проживал в Курске, затем в Сочи. Находился на пенсии, вёл военно-патриотическую работу среди молодёжи.
Умер 10 июля 1988 года. Похоронен в Сочи на Центральном кладбище.

## Награды
- Звание Героя Советского Союза присвоено 17 октября 1943 года (номер награды 2776)[2].
- Награждён орденами Ленина и Отечественной войны 2 степени[3], а также медалями, среди которых «За отвагу» и «За боевые заслуги».

Из наградного листа М. Н. Гирина:

«Старшина Гирин Михаил Никитович во время форсировании нашими частями р. Сейм, как-то с 26 на 27.08.43 г., для перехода в наступление на Кольтичеево, он находился в лодке Д. С. Л. и перевозил раненых бойцов и командиров на левый берег.
Во время следования лодки к берегу пулемётной очередью пробило борта, вода, набираясь в пробоины лодки, грозила затоплением. Но благодаря находчивости т. Гирина имеющиеся щели были быстро ликвидированы и раненые были благополучно доставлены на берег.
В момент переправы наших частей через реку Днепр ему было дано приказание — переправить 76-мм пушку. Противник находился на правом берегу реки, вёл сильный миномётный огонь по переправе.
Отчалившись до середины реки, оборвался трос, угрожала опасность захвата парома противником вместе с пушкой и расчётом. Тогда старшина Гирин, несмотря на большие волны Днепра и массированный огонь противника, совместно с капитаном Тряскиным бросился в Днепр с концом каната, доплыл до парома, привязал канат и тем самым спас паром, пушку и расчёт.
За проявленные мужество и героизм в борьбе с немецкими оккупантами достоин присвоения звания — Герой Советского Союза.
Командир 168 отд. сапёрного б-на
старший лейтенант Рудницкий
15 октября 1943 г.».

## Память
Памятная табличка: г. Сочи, улица Роз, дом 82.